# TD-8

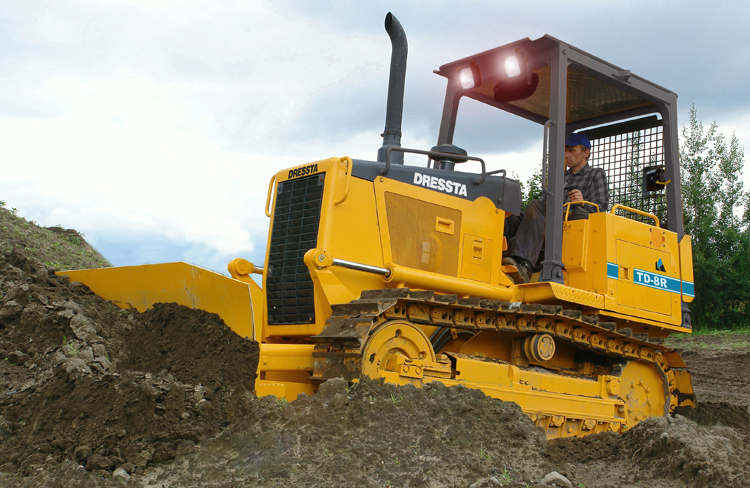
Spycharka TD-8R

TD- 8 – najmniejsza spycharka gąsienicowa, skonstruowana i produkowana w Hucie Stalowa Wola, obecnie pod znakiem firmowym Dressta, z przeznaczeniem do wykonywania zadań pomocniczych na budowach, remontach itp.

## Budowa
Wykorzystując zdobyte doświadczenie w konstruowaniu spycharek gąsienicowych, inżynierowie z HSW, ma początku lat 90 ubiegłego wieku, skonstruowali typoszereg małych spycharek, od najmniejszej TD-8, przez TD-9, do TD-10. Zastosowano konstrukcję ramową, modułową, z zespołami mocowanymi do ramy. Spycharka napędzana jest 4-cylindrowym silnikiem wysokoprężnym z turbodoładowaniem, pojemności 3,3 l, firmy Cummins. Maszyny serii TD-8 posiadają silnik o mocy 78 KM. Silnik, pracuje z 6-biegową skrzynią biegów / trzy biegi do przodu i trzy do tyłu, typu  power shift i jednobiegowym mechanizmem skrętu.  
Sterowanie elektrohydrauliczne za pomocą dżojstika. Maksymalna prędkość maszyny wynosi ok. 11 km/h. 
Pojemność lemiesza, wersja STD – 1,68 m³, LGP 2,1 m³. Ruchy lemiesza – w sześciu kierunkach – realizowane są za pomocą cylindrów hydraulicznych sterowanych joystickiem z kabiny operatora.
Masa eksploatacyjna wynosi ok. 8,2 t.
Spycharka TD-8 jest produkowana w wersji standardowej (STD) – szerokość płyt gąsienicowych 381 mm, lub z obniżonym naciskiem na grunt wersja (LGP) – szerokość płyt 610 mm, i może być dostosowywana do indywidualnych potrzeb, przez zastosowanie specjalnego wyposażenia.